# Chanópoulo
Chanópoulo är en ort i Grekland.   Den ligger i prefekturen Nomós Ártas och regionen Epirus, i den centrala delen av landet, 270 km nordväst om huvudstaden Aten. Chanópoulo ligger 257 meter över havet och antalet invånare är 374.
Terrängen runt Chanópoulo är kuperad norrut, men söderut är den platt. Runt Chanópoulo är det ganska tätbefolkat, med 230 invånare per kvadratkilometer. Närmaste större samhälle är Arta, 6,3 km sydost om Chanópoulo. Trakten runt Chanópoulo består till största delen av jordbruksmark.